# 1850 Kohoutek
1850 Kohoutek è un asteroide della fascia principale. Scoperto nel 1942, presenta un'orbita caratterizzata da un semiasse maggiore pari a 2,2508167 UA e da un'eccentricità di 0,1257152, inclinata di 4,05102° rispetto all'eclittica.
L'asteroide è dedicato all'astronomo ceco Luboš Kohoutek.